# Перський похід Галерія
Перський похід Галерія — війна між римлянами і персами в 296—298 роках, яка завершилася підписанням Нісібіського мирного договору.

## Передумови
Перші зіткнення почалися вже у 293 році. Після того, як Галерій став співправителем Діоклетіана, який заснував тетрархію, його направили на Схід воювати з персами. Війна почалася з того, що з Вірменії був вигнаний цар Тірдат III, який користувався підтримкою римлян. Той попросив допомоги у римлян і Галерій повернув йому престол за допомогою армії.

## Похід
Тоді перський цар Нарсе вторгся в римську провінцію Сирія. Римляни в цей момент вирішили активно допомагати Тірдату відстояти свій престол. Діоклетіан заснував свою базу в Антіохії і наказав почати війну з персами. Після двох боїв з невизначеними результатами, третій бій між Каррами і Каллініком закінчився поразкою римлян, після чого Римська імперія втратила Месопотамію. Це поразка було пояснено необережністю Галерія і невеликим римським військом. Через це Галерій був змушений бігти кілька кілометрів за колісницею Діоклетіана. Тоді август вирішив дати йому нову армію. Ця армія налічувала 25 тисяч осіб, набраних в основному в Іллірії та Мезії. Галерій знову перетнув Євфрат і замість того, щоб вторгнутися в Месопотамію, вирішив перетнути вірменські гори, де він отримав підтримку місцевих мешканців.
У вірменських горах Галерій здобув рішучу перемогу над Нарсе при Саталі, завоювавши величезну здобич. Відомо, що ця перемога була обумовлена тим, що римляни напали вночі. Однак Нарсе вдалося втекти у той час як його дружина, сини і сестри були взяті в полон. До всіх полонених римляни дуже добре ставилися. Між тим, Діоклетіан в Сирії зібрав ще одну армію, готову діяти на випадок можливої поразки Галерія. Скориставшись перемогою свого співправителя, Діолектіан відвоював Ктесифон. Після поразки персів при Саталі Галерій пропонував продовжити переслідування противника в глиб його території, тоді як Діоклетіан не хотів починати нову компанію, результат якої був не ясний. Після цього римляни уклали з персами мир у 298 році на вигідних їм умовах.

## Наслідки
В результаті цього походу відбулося:
- передача Риму Інтилени, Софени, Арзанени, Кордуени та Забдицени;
- встановлення кордону між Римською імперією та Сасанідським царством по Тигру;
- визначення чіткої межі між Персією і Вірменією (по межі Мідії);
- призначення царів Іберії переходить у відання римських імператорів;
- визначення Нісібіса єдиним місцем торгівлі між Римом і Іраном.

Нісібіський договір закріпив військово-політичну гегемонію Римської імперії в Передній Азії більш ніж на 60 років — до тих пір, поки в 363 р. не був підписаний новий римсько-перський договір про розподіл сфер впливу в Азії.
В честь римської перемоги Галерій вибудував у Фессалоніках тріумфальну арку.